# Air Kiribati
 (janvier 2018).
Si vous disposez d'ouvrages ou d'articles de référence ou si vous connaissez des sites web de qualité traitant du thème abordé ici, merci de compléter l'article en donnant les références utiles à sa vérifiabilité et en les liant à la section « Notes et références ».

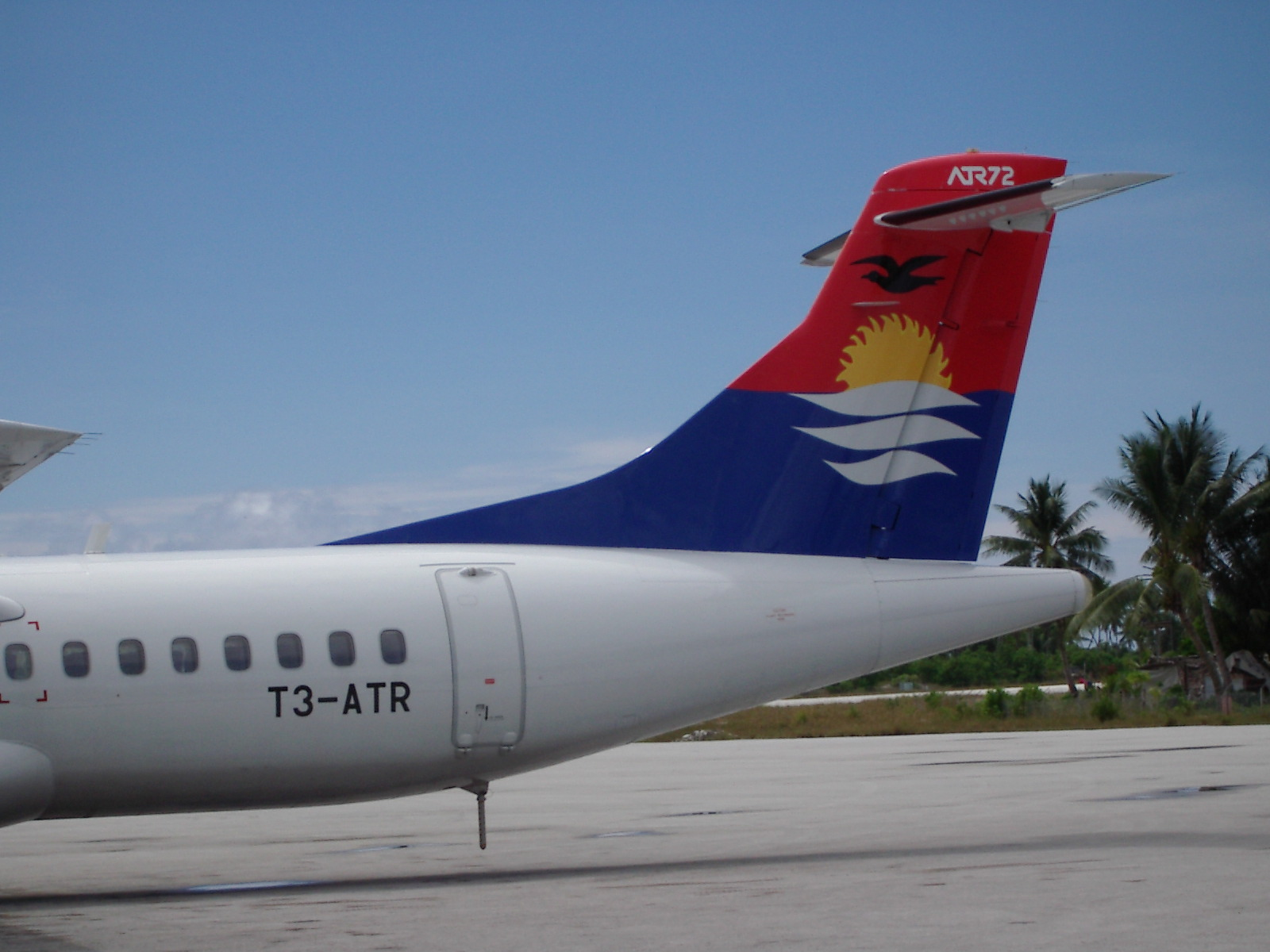
ATR-72 de la compagnie

Air Kiribati est la compagnie aérienne nationale des Kiribati. Depuis 2004, elle n'assure plus que des vols intérieurs, sauf à destination de Funafuti (Tuvalu), après avoir exploité pendant plus d'un an un ATR 72 qui lui permettait de relier notamment les îles Marshall et les Fidji (mais la location de cet appareil coûtait trop cher aux finances gouvernementales et a provoqué le renversement du président de la république Teburoro Tito). Depuis janvier 2009, elle n'est plus en situation de monopole et est concurrencée par Coral Sun Airways qui relie également toutes les îles Gilbert.

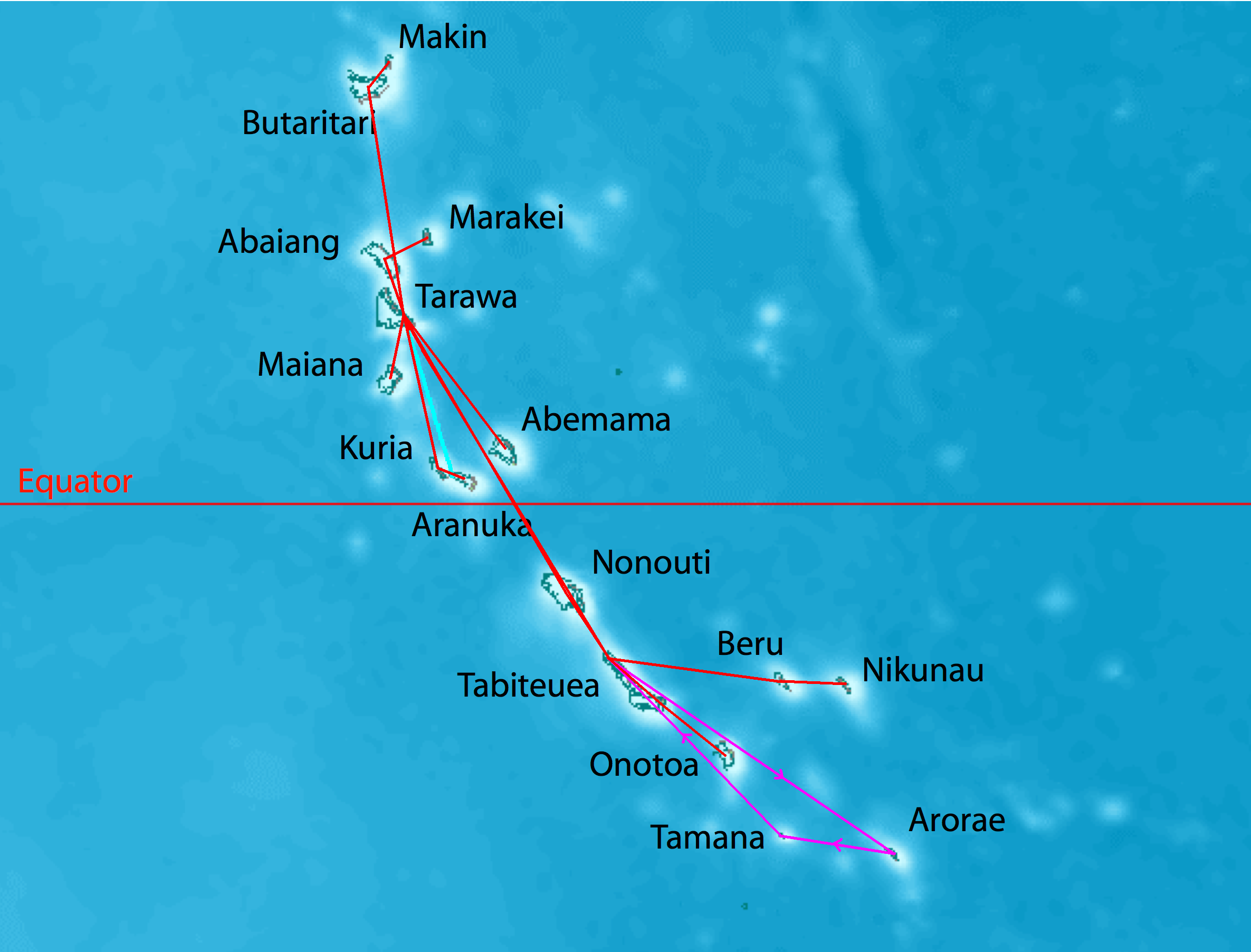

## Historique
Air Kiribati Ltd, au départ l'unique compagnie aérienne de la république des Kiribati, a été fondée le 1er avril 1995, après la disparition de la précédente compagnie appelée Air Tungaru Ltd (qui a opéré entre 1977 et 1994). La compagnie débute avec un « de Havilland Heron » et des pilotes expatriés, surtout des Fidji. Plus tard le Heron est remplacé par un Islander puis par un Trislander britannique. Quand la production des Trislanders cesse, un CASA espagnol est acheté en Espagne en 1979. Mais les pannes électroniques récurrentes pousse la compagnie à acquérir un Y-12 de Harbin en Chine en 1995. Un 2e CASA, d'occasion, est acheté en 2001 aux États-Unis, pour remplacer le premier retiré du service en 2000.
Elle appartient au gouvernement de la république. Elle a une flotte composée de cinq aéronefs : un DHC-6 Twin Otter, trois Yarbin Y-12, dont un basé sur l'île Christmas et un Dash 8 livré en 2018. Auparavant, la compagnie ne disposait que de deux aéronefs seulement : un Harbin Y-12 (chinois, 12 passagers) et un CASA C-212-200 (espagnol, du groupe EADS).
Air Kiribati n'assure plus que des vols intérieurs vers la plupart des îles de l'archipel des îles Gilbert, à l'exception notable des îles de la Ligne (où elle assure des vols internes aux 3 atolls habités des îles de la Ligne), de Banaba et des îles Phœnix. Jusqu'en 2004, elle faisait également assurer une liaison charter hebdomadaire entre l'île Christmas et Honolulu par Aloha Airlines. Depuis novembre 2004, elle aurait dû disposer de 24 places en partage de code (et de fret) sur le Boeing 737-700 de Fiji Airways qui relie chaque semaine Nadi à Honolulu, avec une escale intermédiaire prévue à Christmas - mais ce service n'avait pas encore débuté en janvier 2005. Il n'a fini par être inauguré qu'en octobre 2005. Pendant ce temps, Asia Pacific Airlines, une compagnie basée à Guam a desservi épisodiquement Christmas depuis Honolulu avec des vols charters. Le service d'Air Pacific a commencé le 4 octobre 2005 : avec le vol FJ 823 (mardi) qui quitte Honolulu le mardi à 12 heures, heure locale et arrive sur Christmas le mercredi à 15 heures, heure locale, avec un Boeing 737-700 (après trois heures de vol seulement, le reste étant dû à la ligne de changement de date).
En mars 2017, Air Kiribati annonce un accord avec Solomon Airlines pour établir des liaisons régulières entre Honiara, Tarawa et Nadi. En janvier 2018, la livraison d'un Dash 8 permet d'inaugurer une liaison régulière avec Funafuti au Tuvalu qui débute en mars 2018.
Fin 2018, Air Kiribati annonce l’achat ferme de deux Embraer E190-E2.

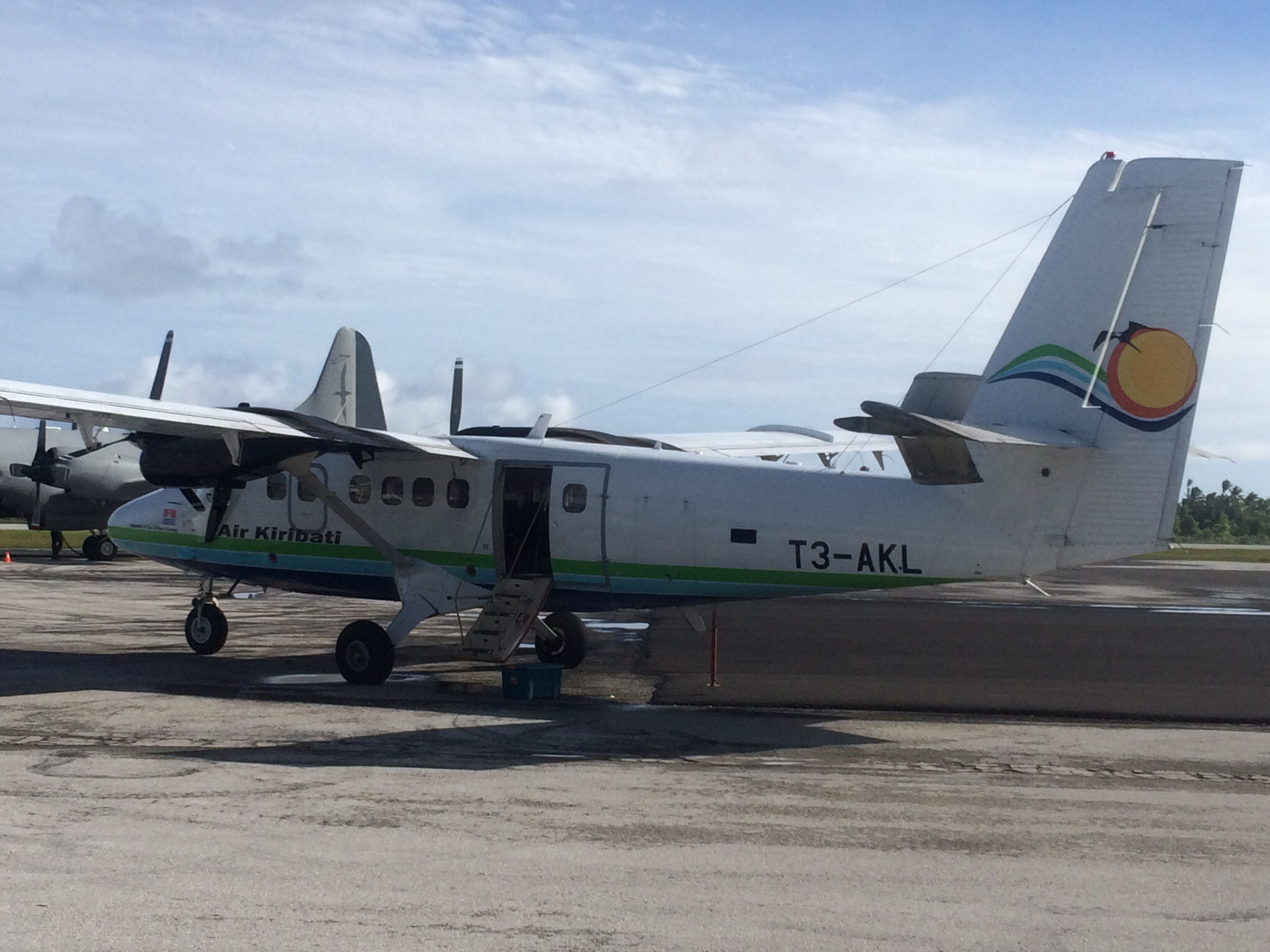
Avion de la compagnie.

Air Kiribati assure des vols du lundi au dimanche. En plus des vols réguliers, Air Kiribati fournit des charters, des évacuations médicales (Medevac) et des recherches en mer (Search and Rescue - SAR).
Air Kiribati est régie par un conseil d'administration qui relève directement de Tekeeua Tarati , le ministre de l'Information, de la Communication, des Transports et du Développement du Tourisme (MICTTD).
Air Kiribati est détenue à 100 % par le gouvernement de Kiribati.
En février 2020, le capitaine Philip Statham est devenu PDG après que Tarataake Teannaki est devenu secrétaire à l'information, aux communications, aux transports et au développement du tourisme.  Air Kiribati est à la recherche d'un nouveau PDG depuis août 2021. Le poste est désormais ouvert uniquement aux ressortissants de Kiribati.

## Destination
En 2022, Air Kiribati dessert ces destinations :
- Abaiang - Aéroport d'Abaiang
- Abemama - Aéroport d'Abemama
- Aranuka - Aéroport d'Aranuka
- Arorae - Aéroport d'Arorae
- Beru - Aéroport de Beru
- Butaritari - Aéroport de Butaritari
- Kuria - Aéroport de Kuria
- Maiana - Aéroport de Maiana
- Makin - Aéroport de Makin
- Marrakei - Aéroport de Marrakei
- Nikunau - Aéroport de Nikunau
- Nonouti - Aéroport de Nonouti
- Tabiteuea Nord - Aéroport de Tabiteuea Nord
- Tabiteuea Sud - Aéroport de Tabiteuea Sud
- Tamana - Aéroport de Tamana
- Tarawa - Aéroport international de Bonriki - Hub
- Christmas - Aéroport international de Cassidy
- Tabuaeran - Aéroport de Tabuaeran
- Teraina - Aérodrome de Teraina